# Heteroconis javanica
Heteroconis javanica is een insect uit de familie van de dwerggaasvliegen (Coniopterygidae), die tot de orde netvleugeligen (Neuroptera) behoort. 
De wetenschappelijke naam Heteroconis javanica is voor het eerst geldig gepubliceerd door Monserrat in 1982.